# Fort Knox

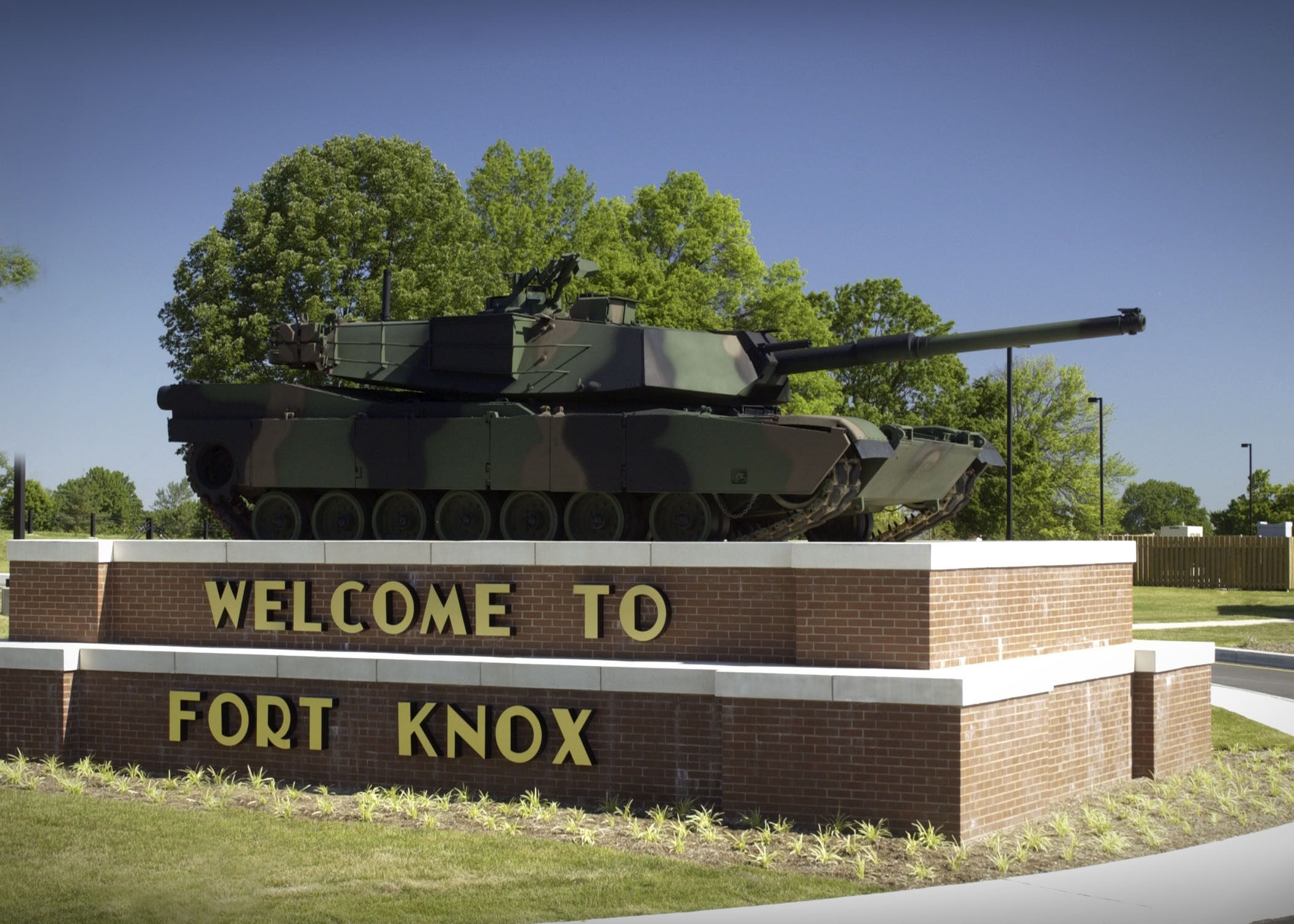
Az egyik bejáratnál felállított tank-szobor

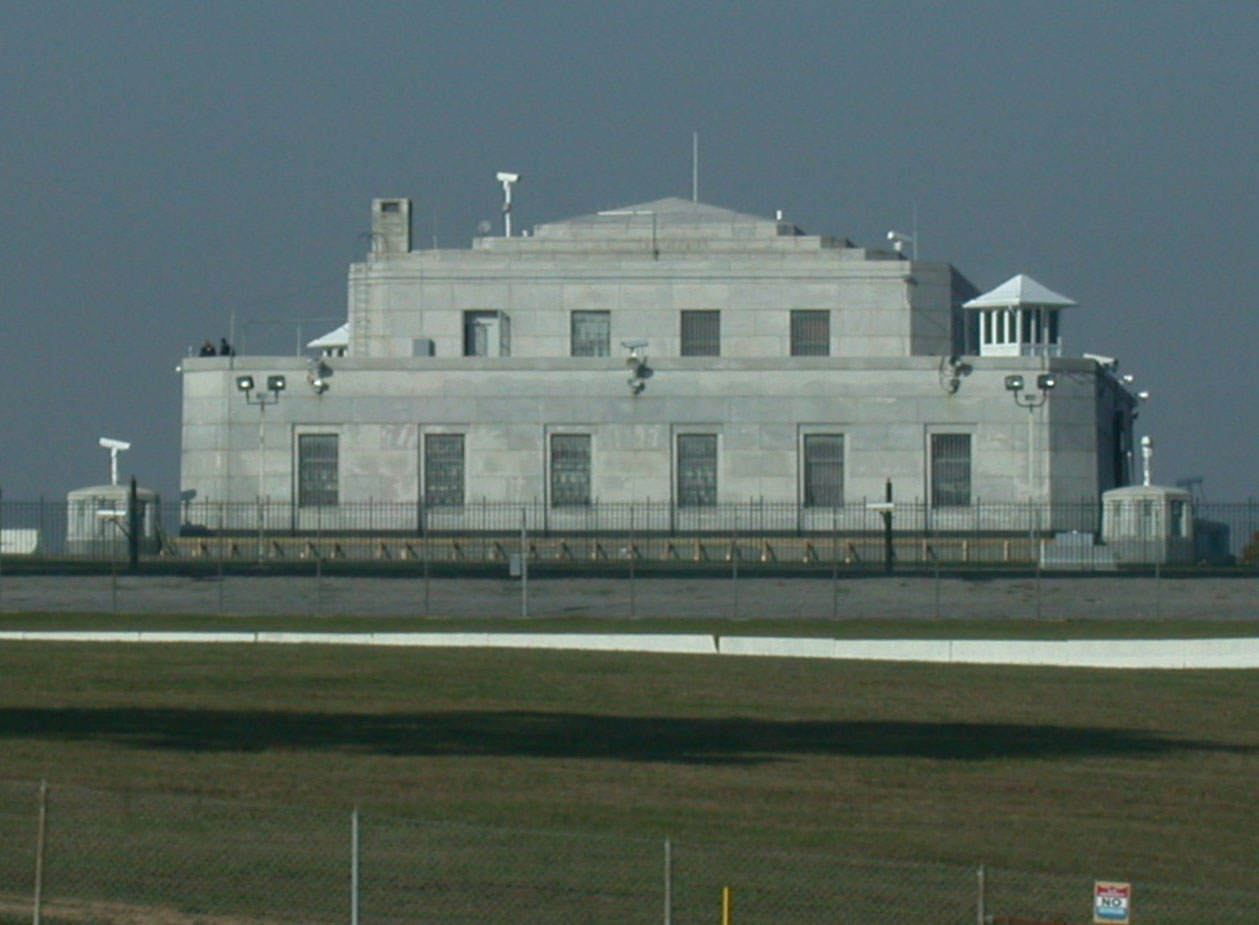
Az Egyesült Államok veretlen letéteményese (U. S. Bullion Depository) kívülről

A Fort Knox egy katonai erődítmény az Amerikai Egyesült Államok Kentucky államában. Arról híres, hogy itt őrizték az USA aranykészleteinek jelentős részét. Területe 109 000 ár (170 négyzetmérföld, 441 km²), Bullitt, Hardin és Meade megyék területén. Napjainkban főként a humán erőforrás parancsnoki részlegei találhatóak itt. Korábban az M1 Abrams tank legénységét is itt képezték ki. 1953-tól 1978-ig itt őrizték a magyar Szent Koronát.